# Oliver Heldens
Oliver Heldens, född 1 februari 1995 i Rotterdam, är en nederländsk diskjockey som är mest känd för sina hits 'Gecko (Overdrive)', 'Last All Night (Koala)' och sin remix på Dr Kucho!'s 'Can't Stop Playing'. Under 2015, började Heldens skapa musik under namnet 'HI-LO' som ett sätt för att producera mer bas driven musik (Future house). Under namnet har han släppt flera singlar som 'Renegade Mastah' och 'Love Vibrations'.

## Singlar
- Stinger
- Panther
- Juggernaut
- Striker
- Triumph
- Buzzer
- Onyva
- Javelin
- Koala
- Koala (Last All Night)
- Gecko (Overdrive)
- Gecko
- THIS
- You Know
- Melody
- Bunnydance
- Shades Of GRey
- Wombass
- Waiting
- The Right Song
- Ghost
- Space Sheep
- Flamingo
- Good Life
- I Don’t Wanna Go Home
- What The Funk
- Ibiza 77 (Can You Feel It)
- Riverside 2099
- Fire In My Soul
- This Groove
- Summer Lover
- Cucumba
- Turn Me On
- Lift Me Up